# Jerry Lee Lewis/Diskografie
Diese Diskografie ist eine Übersicht über die musikalischen Werke des US-amerikanischen Rock-’n’-Roll- und Country-Musikers Jerry Lee Lewis. Seine erfolgreichsten Veröffentlichungen sind die Kompilation Les Génies Du Rock N° 2 und das Soundtrackalbum Great Balls of Fire mit je über 100.000 verkauften Einheiten.

## Alben

### Studioalben
| Jahr | Titel                                                | Höchstplatzierung, Gesamtwochen, AuszeichnungChartplatzierungen (Jahr, Titel, Platzierungen, Wochen, Auszeichnungen, Anmerkungen) | Höchstplatzierung, Gesamtwochen, AuszeichnungChartplatzierungen (Jahr, Titel, Platzierungen, Wochen, Auszeichnungen, Anmerkungen) | Höchstplatzierung, Gesamtwochen, AuszeichnungChartplatzierungen (Jahr, Titel, Platzierungen, Wochen, Auszeichnungen, Anmerkungen) | Höchstplatzierung, Gesamtwochen, AuszeichnungChartplatzierungen (Jahr, Titel, Platzierungen, Wochen, Auszeichnungen, Anmerkungen) | Höchstplatzierung, Gesamtwochen, AuszeichnungChartplatzierungen (Jahr, Titel, Platzierungen, Wochen, Auszeichnungen, Anmerkungen) | Anmerkungen                              |
| Jahr | Titel                                                | DE | AT | UK | US | Country | Anmerkungen                              |
| ---- | ---------------------------------------------------- | --- | --- | --- | --- | --- | ---------------------------------------- |
| 1958 | Jerry Lee Lewis                                      | — | — | — | — | — | Erstveröffentlichung: März 1958          |
| 1961 | Jerry Lee’s Greatest!                                | — | — | UK14 (6 Wo.)UK | — | — | Erstveröffentlichung: Dezember 1961      |
| 1964 | Golden Hits of Jerry Lee Lewis                       | — | — | — | US116 (8 Wo.)US | — | Erstveröffentlichung: Januar 1964        |
| 1965 | The Return of Rock                                   | — | — | — | US121 (5 Wo.)US | — | Erstveröffentlichung: 1965               |
| 1965 | Country Songs for City Folks/All Country             | — | — | — | — | Country121 (1 Wo.)Country | Erstveröffentlichung: 1965               |
| 1966 | Memphis Beat                                         | — | — | — | US145 (3 Wo.)US | — | Erstveröffentlichung: 1966               |
| 1967 | Soul my Way                                          | — | — | — | — | — | Erstveröffentlichung: 1967               |
| 1968 | Another Place, Another Time                          | — | — | — | US160 (12 Wo.)US | Country3 (35 Wo.)Country | Erstveröffentlichung: 1968               |
| 1969 | She Still Comes Around                               | — | — | — | — | Country12 (22 Wo.)Country | Erstveröffentlichung: 1969               |
| 1969 | Sings the Country Music Hall of Fame Hits, Vol. 1    | — | — | — | US127 (10 Wo.)US | Country2 (23 Wo.)Country | Erstveröffentlichung: 1969               |
| 1969 | Sings the Country Music Hall of Fame Hits, Vol. 2    | — | — | — | US124 (10 Wo.)US | Country5 (20 Wo.)Country | Erstveröffentlichung: 1969               |
| 1969 | The Golden Cream of the Country                      | — | — | — | — | Country11 (22 Wo.)Country | Erstveröffentlichung: 1969               |
| 1970 | She Even Woke Me Up to Say Goodbye                   | — | — | — | US186 (2 Wo.)US | Country9 (16 Wo.)Country | Erstveröffentlichung: 1970               |
| 1971 | In Loving Memories: The Jerry Lee Lewis Gospel Album | — | — | — | — | Country18 (5 Wo.)Country | Erstveröffentlichung: 1971               |
| 1971 | There Must Be More to Love Than This                 | — | — | — | US190 (6 Wo.)US | Country8 (15 Wo.)Country | Erstveröffentlichung: 1971               |
| 1971 | Touching Home                                        | — | — | — | US152 (3 Wo.)US | Country11 (19 Wo.)Country | Erstveröffentlichung: 1971               |
| 1971 | Would You Take Another Chance on Me?                 | — | — | — | US115 (12 Wo.)US | Country3 (22 Wo.)Country | Erstveröffentlichung: 1971               |
| 1972 | The Killer Rocks On                                  | — | — | — | US105 (12 Wo.)US | Country4 (24 Wo.)Country | Erstveröffentlichung: 1972               |
| 1972 | Who’s Gonna Play This Old Piano?                     | — | — | — | — | Country3 (14 Wo.)Country | Erstveröffentlichung: 1972               |
| 1973 | The Session...Recorded in London with Great Artists  | — | — | — | US37 (19 Wo.)US | Country4 (19 Wo.)Country | Erstveröffentlichung: 1973               |
| 1973 | Sometimes a Memory Ain’t Enough                      | — | — | — | — | Country6 (15 Wo.)Country | Erstveröffentlichung: 1973               |
| 1973 | Southern Roots: Back Home to Memphis                 | — | — | — | — | Country6 (15 Wo.)Country | Erstveröffentlichung: 1973               |
| 1974 | I-40 Country                                         | — | — | — | — | Country25 (10 Wo.)Country | Erstveröffentlichung: 1974               |
| 1975 | Boogie Woogie Country Man                            | — | — | — | — | Country16 (10 Wo.)Country | Erstveröffentlichung: 1975               |
| 1975 | Odd Man In                                           | — | — | — | — | Country33 (11 Wo.)Country | Erstveröffentlichung: 1975               |
| 1976 | Country Class                                        | — | — | — | — | Country18 (13 Wo.)Country | Erstveröffentlichung: 1976               |
| 1977 | Country Memories                                     | — | — | — | — | Country21 (22 Wo.)Country | Erstveröffentlichung: 1977               |
| 1979 | Jerry Lee Keeps Rockin’                              | — | — | — | — | Country40 (8 Wo.)Country | Erstveröffentlichung: 1979               |
| 1979 | Jerry Lee Lewis                                      | — | — | — | US186 (3 Wo.)US | Country23 (17 Wo.)Country | Erstveröffentlichung: 1979               |
| 1979 | Duets                                                | — | AT25 (4 Wo.)AT | — | — | Country32 (18 Wo.)Country | Erstveröffentlichung: 1979               |
| 1980 | When Two Worlds Collide                              | — | — | — | — | Country32 (11 Wo.)Country | Erstveröffentlichung: 1980               |
| 1980 | Killer Country                                       | — | — | — | — | Country35 (26 Wo.)Country | Erstveröffentlichung: 1980               |
| 1983 | My Fingers Do the Talkin’                            | — | — | — | — | Country62 (3 Wo.)Country | Erstveröffentlichung: 1983               |
| 1984 | I Am What I Am                                       | — | — | — | — | — | Erstveröffentlichung: 1984               |
| 1986 | Get Out your Big Roll Daddy                          | — | — | — | — | — | Erstveröffentlichung: 1986               |
| 1992 | Pretty Much Country                                  | — | — | — | — | — | Erstveröffentlichung: 1992               |
| 1993 | Solid Ground                                         | — | — | — | — | — | Erstveröffentlichung: 1993               |
| 1995 | Young Blood                                          | — | — | — | US31 (3 Wo.)US | — | Erstveröffentlichung: 23. Mai 1995       |
| 2006 | Last Man Standing                                    | DE57 (3 Wo.)DE | AT34 (4 Wo.)AT | — | US26 (9 Wo.)US | Country4 (26 Wo.)Country | Erstveröffentlichung: 26. September 2006 |
| 2010 | Mean Old Man                                         | — | AT53 (1 Wo.)AT | — | US30 (4 Wo.)US | — | Erstveröffentlichung: 7. September 2010  |
| 2014 | Rock & Roll Time                                     | — | — | — | US140 (1 Wo.)US | Country27 (3 Wo.)Country | Erstveröffentlichung: 7. November 2014   |

grau schraffiert: keine Chartdaten aus diesem Jahr verfügbar

### Gemeinschaftsalben
| Jahr | Titel        | Höchstplatzierung, Gesamtwochen, AuszeichnungChartplatzierungen (Jahr, Titel, Platzierungen, Wochen, Auszeichnungen, Anmerkungen) | Höchstplatzierung, Gesamtwochen, AuszeichnungChartplatzierungen (Jahr, Titel, Platzierungen, Wochen, Auszeichnungen, Anmerkungen) | Höchstplatzierung, Gesamtwochen, AuszeichnungChartplatzierungen (Jahr, Titel, Platzierungen, Wochen, Auszeichnungen, Anmerkungen) | Höchstplatzierung, Gesamtwochen, AuszeichnungChartplatzierungen (Jahr, Titel, Platzierungen, Wochen, Auszeichnungen, Anmerkungen) | Höchstplatzierung, Gesamtwochen, AuszeichnungChartplatzierungen (Jahr, Titel, Platzierungen, Wochen, Auszeichnungen, Anmerkungen) | Anmerkungen                                                                    |
| Jahr | Titel        | DE | AT | UK | US | Country | Anmerkungen                                                                    |
| ---- | ------------ | --- | --- | --- | --- | --- | ------------------------------------------------------------------------------ |
| 1969 | Together     | — | — | — | — | Country8 (23 Wo.)Country | Erstveröffentlichung: 1969 mit Linda Gail Lewis                                |
| 1986 | Class of ’55 | — | — | — | US87 (12 Wo.)US | Country15 (25 Wo.)Country | Erstveröffentlichung: 26. Mai 1986 mit Johnny Cash, Carl Perkins & Roy Orbison |

grau schraffiert: keine Chartdaten aus diesem Jahr verfügbar
Weitere Gemeinschaftsalben
- 1978: Duets: Jerry Lee Lewis and Friends (mit Jimmy „Orion“ Ellis & Charlie Rich)
- 1981: The Million Dollar Quartet (mit Johnny Cash, Carl Perkins & Elvis Presley)

### Livealben
| Jahr | Titel                                | Höchstplatzierung, Gesamtwochen, AuszeichnungChartplatzierungen (Jahr, Titel, Platzierungen, Wochen, Auszeichnungen, Anmerkungen) | Höchstplatzierung, Gesamtwochen, AuszeichnungChartplatzierungen (Jahr, Titel, Platzierungen, Wochen, Auszeichnungen, Anmerkungen) | Höchstplatzierung, Gesamtwochen, AuszeichnungChartplatzierungen (Jahr, Titel, Platzierungen, Wochen, Auszeichnungen, Anmerkungen) | Höchstplatzierung, Gesamtwochen, AuszeichnungChartplatzierungen (Jahr, Titel, Platzierungen, Wochen, Auszeichnungen, Anmerkungen) | Höchstplatzierung, Gesamtwochen, AuszeichnungChartplatzierungen (Jahr, Titel, Platzierungen, Wochen, Auszeichnungen, Anmerkungen) | Anmerkungen                                                     |
| Jahr | Titel                                | DE | AT | UK | US | Country | Anmerkungen                                                     |
| ---- | ------------------------------------ | --- | --- | --- | --- | --- | --------------------------------------------------------------- |
| 1964 | Live at the Star-Club, Hamburg       | DE9 (5 Wo.)DE | — | — | — | — | Erstveröffentlichung: 1964                                      |
| 1964 | The Greatest Live Show on Earth      | — | — | — | US71 (17 Wo.)US | — | Erstveröffentlichung: 1964                                      |
| 1970 | Live at the International, Las Vegas | — | — | — | US149 (6 Wo.)US | Country5 (23 Wo.)Country | Erstveröffentlichung: 1970                                      |
| 1982 | The Survivors Live                   | — | — | — | — | Country21 (13 Wo.)Country | Erstveröffentlichung: April 1982 mit Johnny Cash & Carl Perkins |

grau schraffiert: keine Chartdaten aus diesem Jahr verfügbar
Weitere Livealben
- 1966: By Request: More of the Greatest Live Show on Earth
- 1999: Live at Gilley’s
- 2007: Last Man Standing Live
- 2007: Live from Austin, TX
- 2011: Jerry Lee Lewis: Live at Third Man Records

### Kompilationen
| Jahr | Titel                                                | Höchstplatzierung, Gesamtwochen, AuszeichnungChartplatzierungen (Jahr, Titel, Platzierungen, Wochen, Auszeichnungen, Anmerkungen) | Höchstplatzierung, Gesamtwochen, AuszeichnungChartplatzierungen (Jahr, Titel, Platzierungen, Wochen, Auszeichnungen, Anmerkungen) | Höchstplatzierung, Gesamtwochen, AuszeichnungChartplatzierungen (Jahr, Titel, Platzierungen, Wochen, Auszeichnungen, Anmerkungen) | Höchstplatzierung, Gesamtwochen, AuszeichnungChartplatzierungen (Jahr, Titel, Platzierungen, Wochen, Auszeichnungen, Anmerkungen) | Höchstplatzierung, Gesamtwochen, AuszeichnungChartplatzierungen (Jahr, Titel, Platzierungen, Wochen, Auszeichnungen, Anmerkungen) | Anmerkungen                |
| Jahr | Titel                                                | DE | AT | UK | US | Country | Anmerkungen                |
| ---- | ---------------------------------------------------- | --- | --- | --- | --- | --- | -------------------------- |
| 1969 | Original Golden Hits, Vol. 1                         | — | — | — | US119 (4 Wo.)US | Country8 (20 Wo.)Country | Erstveröffentlichung: 1969 |
| 1969 | Original Golden Hits, Vol. 2                         | — | — | — | US122 (5 Wo.)US | Country6 (22 Wo.)Country | Erstveröffentlichung: 1969 |
| 1970 | A Taste of Country                                   | — | — | — | — | Country16 (24 Wo.)Country | Erstveröffentlichung: 1970 |
| 1970 | The Best of Jerry Lee Lewis                          | — | — | — | US114 (14 Wo.)US | Country8 (47 Wo.)Country | Erstveröffentlichung: 1970 |
| 1971 | Monsters                                             | — | — | — | — | Country44 (3 Wo.)Country | Erstveröffentlichung: 1971 |
| 1978 | The Best of Jerry Lee Lewis, Volume II               | — | — | — | — | Country23 (11 Wo.)Country | Erstveröffentlichung: 1978 |
| 1981 | Best of/Vol. 3                                       | — | — | — | — | Country49 (1 Wo.)Country | Erstveröffentlichung: 1981 |
| 1982 | The Best of Jerry Lee Lewis featuring 39 and Holding | — | — | — | — | Country39 (5 Wo.)Country | Erstveröffentlichung: 1982 |
| 1994 | Whole Lotta Shakin’ Goin’ On                         | — | — | — | US62 (1 Wo.)US | — | Erstveröffentlichung: 1994 |
| 2012 | Sun Recordings: Greatest Hits                        | — | — | — | — | Country71 (2 Wo.)Country | Erstveröffentlichung: 2012 |

grau schraffiert: keine Chartdaten aus diesem Jahr verfügbar
Weitere Kompilationen
- 1969: Rockin’ Rhythm and Blues
- 1970: Ole Tyme Country Music
- 1971: Original Golden Hits, Vol. 3
- 1974: Breathless (High Heel Sneakers + Roll Over Beethoven)
- 1976: The Jerry Lee Lewis Collection (UK: Silber)
- 1989: Jerry Lee Lewis – 18 Original Sun Greatest Hits
- 1993: All Killer, No Filler: The Anthology
- 1993: Les Génies Du Rock N° 2
- 1998: Great Balls Of Fire and Other Hits
- 2006: A Half-Century of Hits (Boxset)
- 2012: A Whole Lotta...Jerry Lee Lewis: The Definitive Retrospective

### Soundtracks
| Jahr | Titel               | Höchstplatzierung, Gesamtwochen, AuszeichnungChartplatzierungen (Jahr, Titel, Platzierungen, Wochen, Auszeichnungen, Anmerkungen) | Höchstplatzierung, Gesamtwochen, AuszeichnungChartplatzierungen (Jahr, Titel, Platzierungen, Wochen, Auszeichnungen, Anmerkungen) | Höchstplatzierung, Gesamtwochen, AuszeichnungChartplatzierungen (Jahr, Titel, Platzierungen, Wochen, Auszeichnungen, Anmerkungen) | Höchstplatzierung, Gesamtwochen, AuszeichnungChartplatzierungen (Jahr, Titel, Platzierungen, Wochen, Auszeichnungen, Anmerkungen) | Höchstplatzierung, Gesamtwochen, AuszeichnungChartplatzierungen (Jahr, Titel, Platzierungen, Wochen, Auszeichnungen, Anmerkungen) | Anmerkungen                        |
| Jahr | Titel               | DE | AT | UK | US | Country | Anmerkungen                        |
| ---- | ------------------- | --- | --- | --- | --- | --- | ---------------------------------- |
| 1989 | Great Balls of Fire | — | AT13 (6 Wo.)AT | — | — | — | Erstveröffentlichung: 8. Juni 1989 |

## Singles

### Als Leadmusiker
| Jahr | Titel Album                                                                           | Höchstplatzierung, Gesamtwochen, AuszeichnungChartplatzierungen (Jahr, Titel, Album, Platzierungen, Wochen, Auszeichnungen, Anmerkungen) | Höchstplatzierung, Gesamtwochen, AuszeichnungChartplatzierungen (Jahr, Titel, Album, Platzierungen, Wochen, Auszeichnungen, Anmerkungen) | Höchstplatzierung, Gesamtwochen, AuszeichnungChartplatzierungen (Jahr, Titel, Album, Platzierungen, Wochen, Auszeichnungen, Anmerkungen) | Höchstplatzierung, Gesamtwochen, AuszeichnungChartplatzierungen (Jahr, Titel, Album, Platzierungen, Wochen, Auszeichnungen, Anmerkungen) | Höchstplatzierung, Gesamtwochen, AuszeichnungChartplatzierungen (Jahr, Titel, Album, Platzierungen, Wochen, Auszeichnungen, Anmerkungen) | Anmerkungen                                                              |
| Jahr | Titel Album                                                                           | DE | AT | UK | US | Country | Anmerkungen                                                              |
| ---- | ------------------------------------------------------------------------------------- | --- | --- | --- | --- | --- | ------------------------------------------------------------------------ |
| 1957 | Whole Lotta Shakin’ Goin’ On –                                                        | — | — | UK8 (11 Wo.)UK | US3 (29 Wo.)US | Country1 (… Wo.)Country | Erstveröffentlichung: 15. April 1957                                     |
| 1957 | Great Balls of Fire Jerry Lee’s Greatest!                                             | — | — | UK1 (12 Wo.)UK | US2 (21 Wo.)US | Country1 (… Wo.)Country | Erstveröffentlichung: 11. November 1957                                  |
| 1957 | You Win Again Jerry Lee’s Greatest!                                                   | — | — | — | US95 (1 Wo.)US | Country4 (… Wo.)Country | Erstveröffentlichung: 11. November 1957 B-Seite von Great Balls of Fire  |
| 1958 | Breathless –                                                                          | — | — | UK8 (7 Wo.)UK | US7 (15 Wo.)US | Country4 (… Wo.)Country | Erstveröffentlichung: Februar 1958                                       |
| 1958 | High School Confidential Jerry Lee Lewis                                              | — | — | UK12 (6 Wo.)UK | US21 (11 Wo.)US | Country9 (… Wo.)Country | Erstveröffentlichung: 1958                                               |
| 1958 | Break Up Jerry Lee’s Greatest!                                                        | — | — | — | US52 (5 Wo.)US | — | Erstveröffentlichung: 1958                                               |
| 1958 | I’ll Make It All Up to You –                                                          | — | — | — | US85 (1 Wo.)US | Country19 (1 Wo.)Country | Erstveröffentlichung: 1958 B-Seite von Break Up                          |
| 1958 | I’ll Sail My Ship Alone –                                                             | — | — | — | US93 (1 Wo.)US | — | Erstveröffentlichung: 1958                                               |
| 1959 | Lovin’ Up a Storm –                                                                   | — | — | UK28 (1 Wo.)UK | — | — | Erstveröffentlichung: 1959                                               |
| 1960 | Baby Baby Bye Bye –                                                                   | — | — | UK47 (1 Wo.)UK | — | — | Erstveröffentlichung: März 1960                                          |
| 1961 | What’d I Say Jerry Lee’s Greatest!                                                    | — | — | UK10 (14 Wo.)UK | US30 (8 Wo.)US | Country27 (1 Wo.)Country | Erstveröffentlichung: 1961                                               |
| 1961 | Cold, Cold Heart Jerry Lee’s Greatest!                                                | — | — | — | — | Country22 (8 Wo.)Country | Erstveröffentlichung: 1961                                               |
| 1962 | Sweet Little Sixteen Jerry Lee’s Greatest!                                            | — | — | UK38 (5 Wo.)UK | US95 (3 Wo.)US | — | Erstveröffentlichung: 1962                                               |
| 1962 | Good Golly Miss Molly Jerry Lee’s Greatest!                                           | — | — | UK31 (6 Wo.)UK | — | — | Erstveröffentlichung: November 1962                                      |
| 1963 | Pen and Paper –                                                                       | — | — | — | — | Country36 (2 Wo.)Country | Erstveröffentlichung: 1963                                               |
| 1964 | I’m On Fire –                                                                         | — | — | — | US98 (1 Wo.)US | — | Erstveröffentlichung: März 1964                                          |
| 1964 | Long Tall Sally (Live) Live at the Star-Club, Hamburg                                 | DE7 (12 Wo.)DE | — | — | — | — | Erstveröffentlichung: 1964                                               |
| 1964 | Hi Heel Sneakers (Live) The Greatest Live Show on Earth                               | — | — | — | US91 (1 Wo.)US | — | Erstveröffentlichung: 1964                                               |
| 1968 | Another Place, Another Time                                                           | — | — | — | US97 (2 Wo.)US | Country4 (17 Wo.)Country | Erstveröffentlichung: 9. März 1968                                       |
| 1968 | What’s Made Milwaukee Famous (Has Made a Loser Out of Me) Another Place, Another Time | — | — | — | US94 (3 Wo.)US | Country2 (16 Wo.)Country | Erstveröffentlichung: Mai 1968                                           |
| 1968 | She Still Comes Around (to Love What’s Left of Me) She Still Comes Around             | — | — | — | — | Country2 (12 Wo.)Country | Erstveröffentlichung: September 1968                                     |
| 1968 | To Make Love Sweeter for You She Still Comes Around                                   | — | — | — | — | Country1 (15 Wo.)Country | Erstveröffentlichung: November 1968                                      |
| 1969 | One Has My Name (The Other Has My Heart) The Country Music Hall of Fame Hits, Vol. 2  | — | — | — | — | Country3 (15 Wo.)Country | Erstveröffentlichung: 1969                                               |
| 1969 | Invitation to Your Party The Golden Cream of the Country                              | — | — | — | — | Country6 (12 Wo.)Country | Erstveröffentlichung: Juli 1969                                          |
| 1969 | She Even Woke Me Up to Say Goodbye                                                    | — | — | — | — | Country2 (13 Wo.)Country | Erstveröffentlichung: September 1969                                     |
| 1969 | One Minute Past Eternity The Golden Cream of the Country                              | — | — | — | — | Country2 (16 Wo.)Country | Erstveröffentlichung: November 1969                                      |
| 1969 | Don’t Let Me Cross Over Together                                                      | — | — | — | — | Country9 (11 Wo.)Country | Erstveröffentlichung: 1969 mit Linda Gail Lewis                          |
| 1970 | Roll Over Beethoven Together                                                          | — | — | — | — | Country71 (2 Wo.)Country | Erstveröffentlichung: 1970 mit Linda Gail Lewis                          |
| 1970 | There Must Be More to Love Than This                                                  | — | — | — | — | Country1 (15 Wo.)Country | Erstveröffentlichung: Juli 1970                                          |
| 1970 | Once More with Feeling She Even Woke Me Up to Say Goodbye                             | — | — | — | — | Country2 (14 Wo.)Country | Erstveröffentlichung: 1970                                               |
| 1970 | I Can’t Seem to Say Goodbye A Taste of Country                                        | — | — | — | — | Country7 (15 Wo.)Country | Erstveröffentlichung: 1970                                               |
| 1970 | Waiting for a Train Ole Tyme Country Music                                            | — | — | — | — | Country11 (12 Wo.)Country | Erstveröffentlichung: 1970                                               |
| 1970 | In Loving Memories                                                                    | — | — | — | — | Country48 (8 Wo.)Country | Erstveröffentlichung: 1970                                               |
| 1971 | Touching Home                                                                         | — | — | — | — | Country3 (16 Wo.)Country | Erstveröffentlichung: 1971                                               |
| 1971 | Love on Broadway Original Golden Hits – Volume III                                    | — | — | — | — | Country31 (9 Wo.)Country | Erstveröffentlichung: 1971                                               |
| 1971 | When He Walks on You (Like You Have Walked on Me) Touching Home                       | — | — | — | — | Country11 (13 Wo.)Country | Erstveröffentlichung: Juni 1971                                          |
| 1971 | Me and Bobby McGee / Would You Take Another Chance on Me Touching Home                | — | — | — | US40 (10 Wo.)US | Country1 (15 Wo.)Country | Erstveröffentlichung: Oktober 1971                                       |
| 1972 | Chantilly Lace / Think About It Darlin’ The Killer Rocks On                           | — | — | UK33 (5 Wo.)UK | US43 (10 Wo.)US | Country1 (15 Wo.)Country | Erstveröffentlichung: Februar 1972                                       |
| 1972 | Lonely Weekends / Turn On Your Love Light The Killer Rocks On / Soul my Way           | — | — | — | — | Country11 (11 Wo.)Country | Erstveröffentlichung: 1972                                               |
| 1972 | Who’s Gonna Play This Old Piano Who’s Gonna Play This Old Piano?                      | — | — | — | US95 (3 Wo.)US | Country14 (13 Wo.)Country | Erstveröffentlichung: 15. Dezember 1972                                  |
| 1973 | No More Hanging On Who’s Gonna Play This Old Piano?                                   | — | — | — | — | Country19 (10 Wo.)Country | Erstveröffentlichung: 1973                                               |
| 1973 | No Headstone on My Grave The Session                                                  | — | — | — | — | Country60 (6 Wo.)Country | Erstveröffentlichung: 1973                                               |
| 1973 | Drinkin’ Wine Spo-Dee-O-Dee The Session                                               | — | — | — | US41 (10 Wo.)US | Country20 (11 Wo.)Country | Erstveröffentlichung: 1973                                               |
| 1973 | Sometimes a Memory Ain’t Enough                                                       | — | — | — | — | Country6 (14 Wo.)Country | Erstveröffentlichung: 1973                                               |
| 1974 | I’m Left, You’re Right, She’s Gone Sometimes a Memory Ain’t Enough                    | — | — | — | — | Country21 (12 Wo.)Country | Erstveröffentlichung: 1974                                               |
| 1974 | Tell Tale Signs I-40 Country                                                          | — | — | — | — | Country18 (12 Wo.)Country | Erstveröffentlichung: 1974                                               |
| 1974 | He Can’t Fill My Shoes I-40 Country                                                   | — | — | — | — | Country8 (12 Wo.)Country | Erstveröffentlichung: 1974                                               |
| 1975 | I Can Still Hear The Music in the Restroom Boogie Woogie Country Man                  | — | — | — | — | Country13 (12 Wo.)Country | Erstveröffentlichung: 1975                                               |
| 1975 | Boogie Woogie Country Man                                                             | — | — | — | — | Country24 (13 Wo.)Country | Erstveröffentlichung: 1975                                               |
| 1975 | A Damn Good Country Song Odd Man In                                                   | — | — | — | — | Country68 (5 Wo.)Country | Erstveröffentlichung: 1975                                               |
| 1976 | Don’t Boogie Woogie Odd Man In                                                        | — | — | — | — | Country58 (6 Wo.)Country | Erstveröffentlichung: 1976                                               |
| 1976 | Let’s Put It Back Together Again Country Class                                        | — | — | — | — | Country6 (15 Wo.)Country | Erstveröffentlichung: 1976                                               |
| 1976 | The Closest Thing to You Country Class                                                | — | — | — | — | Country27 (11 Wo.)Country | Erstveröffentlichung: 1976                                               |
| 1977 | Middle Age Crazy Country Memories                                                     | — | — | — | — | Country4 (18 Wo.)Country | Erstveröffentlichung: 1977                                               |
| 1978 | Come On In Country Memories                                                           | — | — | — | — | Country10 (12 Wo.)Country | Erstveröffentlichung: 1978                                               |
| 1978 | I’ll Find It Where I Can Jerry Lee Lewis Keeps Rockin’                                | — | — | — | — | Country10 (12 Wo.)Country | Erstveröffentlichung: 1978                                               |
| 1979 | Save the Last Dance for Me Duets                                                      | — | — | — | — | Country26 (13 Wo.)Country | Erstveröffentlichung: 1979                                               |
| 1979 | Cold Cold Heart Duets                                                                 | — | — | — | — | Country84 (1 Wo.)Country | Erstveröffentlichung: 1979                                               |
| 1979 | Rockin’ My Life Away Jerry Lee Lewis                                                  | — | — | — | — | Country18 (11 Wo.)Country | Erstveröffentlichung: 1979                                               |
| 1979 | Who Will the Next Fool Be? Jerry Lee Lewis                                            | — | — | — | — | Country20 (11 Wo.)Country | Erstveröffentlichung: 1979                                               |
| 1980 | When Two Worlds Collide                                                               | — | — | — | — | Country11 (12 Wo.)Country | Erstveröffentlichung: 1980                                               |
| 1980 | Honky Tonk Stuff When Two Worlds Collide                                              | — | — | — | — | Country28 (12 Wo.)Country | Erstveröffentlichung: 1980                                               |
| 1980 | Somewhere over the Rainbow Killer Country                                             | — | — | — | — | Country10 (12 Wo.)Country | Erstveröffentlichung: 1980                                               |
| 1981 | Thirty Nine and Holding Killer Country                                                | — | — | — | — | Country4 (15 Wo.)Country | Erstveröffentlichung: 1981                                               |
| 1982 | I’m So Lonesome I Could Cry The Country Music Hall of Fame Hits, Volume 1             | — | — | — | — | Country43 (11 Wo.)Country | Erstveröffentlichung: 1982                                               |
| 1982 | I’d Do It All Again The Best of Jerry Lee Lewis                                       | — | — | — | — | Country52 (7 Wo.)Country | Erstveröffentlichung: 1982                                               |
| 1982 | My Fingers Do the Talkin’                                                             | — | — | — | — | Country44 (10 Wo.)Country | Erstveröffentlichung: 1982                                               |
| 1983 | Come as You Were My Fingers Do the Talkin’                                            | — | — | — | — | Country66 (6 Wo.)Country | Erstveröffentlichung: 1983                                               |
| 1983 | Why You Been Gone So Long? My Fingers Do the Talkin’                                  | — | — | — | — | Country69 (5 Wo.)Country | Erstveröffentlichung: 1983                                               |
| 1986 | Sixteen Candles Class of ’55                                                          | — | — | — | — | Country61 (6 Wo.)Country | Erstveröffentlichung: 1986 mit Johnny Cash, Carl Perkins und Roy Orbison |

grau schraffiert: keine Chartdaten aus diesem Jahr verfügbar
Weitere Singles
- 1956: Crazy Arms
- 1958: Fools like me
- 1958: Lewis Boogie
- 1959: Let’s Talk About Us
- 1959: Little Queenie
- 1960: John Henry
- 1960: When I Get Paid
- 1961: Save the Last Dance for Me
- 1961: Money
- 1962: I’ve Been Twistin’
- 1963: Teenage Letter
- 1964: She Was My Baby (He Was My Friend)
- 1965: Green Green Grass of Home
- 1965: Carry Me Back to Old Virginia
- 1965: Baby, Hold Me Close
- 1966: Sticks and Stones
- 1966: Memphis Beat
- 1967: It’s a Hang Up Baby
- 1967: Turn On Your Love Light
- 1973: Meat Man
- 1984: I Am What I Am
- 1986: Get Out Your Big Roll Daddy
- 1990: It Was the Whiskey Talkin’ (Not Me)
- 1995: Goosebumps
- 2006: Pink Cadillac (mit Bruce Springsteen)
- 2007: Honky Tonk Woman (mit Kid Rock)
- 2009: Mean Old Man

### Als Gastmusiker
| Jahr | Titel Album                                          | Höchstplatzierung, Gesamtwochen, AuszeichnungChartplatzierungen (Jahr, Titel, Album, Platzierungen, Wochen, Auszeichnungen, Anmerkungen) | Höchstplatzierung, Gesamtwochen, AuszeichnungChartplatzierungen (Jahr, Titel, Album, Platzierungen, Wochen, Auszeichnungen, Anmerkungen) | Höchstplatzierung, Gesamtwochen, AuszeichnungChartplatzierungen (Jahr, Titel, Album, Platzierungen, Wochen, Auszeichnungen, Anmerkungen) | Höchstplatzierung, Gesamtwochen, AuszeichnungChartplatzierungen (Jahr, Titel, Album, Platzierungen, Wochen, Auszeichnungen, Anmerkungen) | Höchstplatzierung, Gesamtwochen, AuszeichnungChartplatzierungen (Jahr, Titel, Album, Platzierungen, Wochen, Auszeichnungen, Anmerkungen) | Anmerkungen                                                    |
| Jahr | Titel Album                                          | DE | AT | UK | US | Country | Anmerkungen                                                    |
| ---- | ---------------------------------------------------- | --- | --- | --- | --- | --- | -------------------------------------------------------------- |
| 1989 | Never Too Old to Rock ’n’ Roll I’m Still Missing You | — | — | — | — | Country50 (7 Wo.)Country | Erstveröffentlichung: 1989 Ronnie McDowell mit Jerry Lee Lewis |

Weitere Gastbeiträge
- 1992: Great Balls of Fire (Dorithee feat. Jerry Lee Lewis)

## Statistik

### Chartauswertung
|                     | DE    | AT    | UK    | US     | Country          |
| ------------------- | ----- | ----- | ----- | ------ | ---------------- |
| Nummer-eins-Alben   | DE—DE | AT—AT | UK—UK | US—US  | Country—Country  |
| Top-10-Alben        | DE1DE | AT—AT | UK—UK | US—US  | Country17Country |
| Alben in den Charts | DE2DE | AT4AT | UK1UK | US24US | Country42Country |

|                       | DE    | AT    | UK     | US     | Country          |
| --------------------- | ----- | ----- | ------ | ------ | ---------------- |
| Nummer-eins-Singles   | DE—DE | AT—AT | UK1UK  | US—US  | Country6Country  |
| Top-10-Singles        | DE1DE | AT—AT | UK4UK  | US3US  | Country28Country |
| Singles in den Charts | DE1DE | AT—AT | UK10UK | US18US | Country62Country |

### Auszeichnungen für Musikerverkäufe
| Goldene Schallplatte - Frankreich - 1993: für das Album Les Génies Du Rock N° 2 | Platin-Schallplatte - Spanien - 1990: für das Album Great Balls of Fire |

Anmerkung: Auszeichnungen in Ländern aus den Charttabellen bzw. Chartboxen sind in ebendiesen zu finden.
| Land/RegionAuszeichnungen für Musikverkäufe (Land/Region, Auszeichnungen, Verkäufe, Quellen) | Silber  | Gold  | Platin  | Verkäufe | Quellen       |
| -------------------------------------------------------------------------------------------- | ------- | ----- | ------- | -------- | ------------- |
| Frankreich (SNEP)                                                                            | —       | Gold1 | —       | 100.000  | infodisc.fr   |
| Spanien (Promusicae)                                                                         | —       | —     | Platin1 | 100.000  | mediafire.com |
| Vereinigtes Königreich (BPI)                                                                 | Silber1 | —     | —       | 60.000   | bpi.co.uk     |
| Insgesamt                                                                                    | Silber1 | Gold1 | Platin1 |          |               |